# Entertainment and Leisure Software Publishers Association

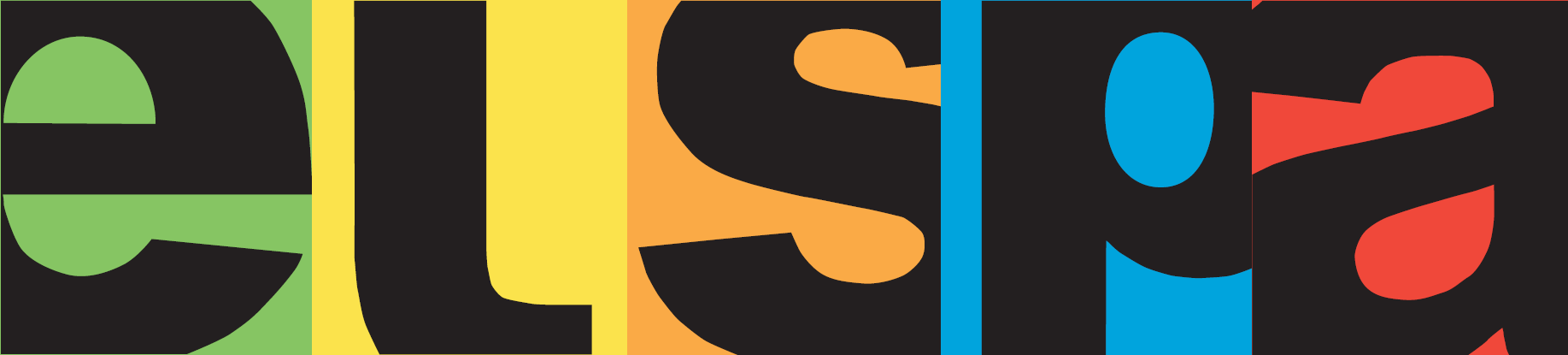
Logo organizacji

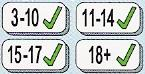
Oceny, które przyznawała

Entertainment and Leisure Software Publishers Association (w skrócie ELSPA, do 2002 roku pod nazwą European Leisure Software Publishers Association) – organizacja założona przez brytyjskiego wydawcę oprogramowania.
Pomiędzy 1994 i wiosną 2003 ELSPA dobrowolnie oceniała gry komputerowe wydawane w Wielkiej Brytanii, które nie otrzymały żadnej oceny organizacji BBFC. Oceny, które przyznawała to 3+, 11+, 15+ i 18+. Teraz została wyparta przez europejski system oceniania PEGI.